# Beaminster
Beaminster är en ort och civil parish i grevskapet Dorset i England. Orten ligger cirka 24 kilometer nordväst om Dorchester. Tätorten (built-up area) hade 2 957 invånare vid folkräkningen år 2011.